# Juyeop (métro de Séoul)
Juyeop (hangeul : 주엽 ; hanja : 注葉) est une station de passage de la ligne 3 du métro de Séoul. Elle est située au 1432 Jungang-ro, quartier Juyeop-dong, dans l'arrondissement Ilsanseo-gu (en) de la ville de Goyang-si, province Gyeonggi, à proximité de Séoul en Corée du Sud.
Ouverte en 1996, elle est desservie par les rames omnibus, qui circulent sur la ligne 3.

## Situation sur le réseau

Plan du réseau (2023)

Établie en souterrain, la station Juyeop , de la ligne 3 du métro de Séoul : est située entre la station Daehwa, terminus nord-ouest, et la station Jeongbalsan en direction du terminus sud-est Ogeum.

## Histoire
La station Juyeop est mise en service le 30 janvier 1996, lors de l'ouverture à l'exploitation des 19,2 km d'un prolongement (appelé ligne Ilsan (en)) de la ligne 3 du métro de Séoul de Jichuk à Daehwa. L'exploitation est en continuité avec celle de la ligne 3.

## Services aux voyageurs

### Accès et accueil
Située au 1432 Jungang-ro, la station souterraine dispose de huit accès/sortie, numérotés de 1 à 8 sur la Jungang-rol. Elle dispose de deux niveaux en sous-sol : le plus profond est celui de ligne avec ses deux voies encadrées par deux quais latéraux ; le niveau intermédiaire sous la surface, est aménagé pour l'accueil avec des postes de contrôles, des automates pour l'achat des titres de transport et une galerie avec des boutiques.

### Desserte
Daehwa est desservie par les rames omnibus, qui circulent sur la ligne 3. Elle dispose de deux voies encadrant un quai central équipé de portes palières.

Installations
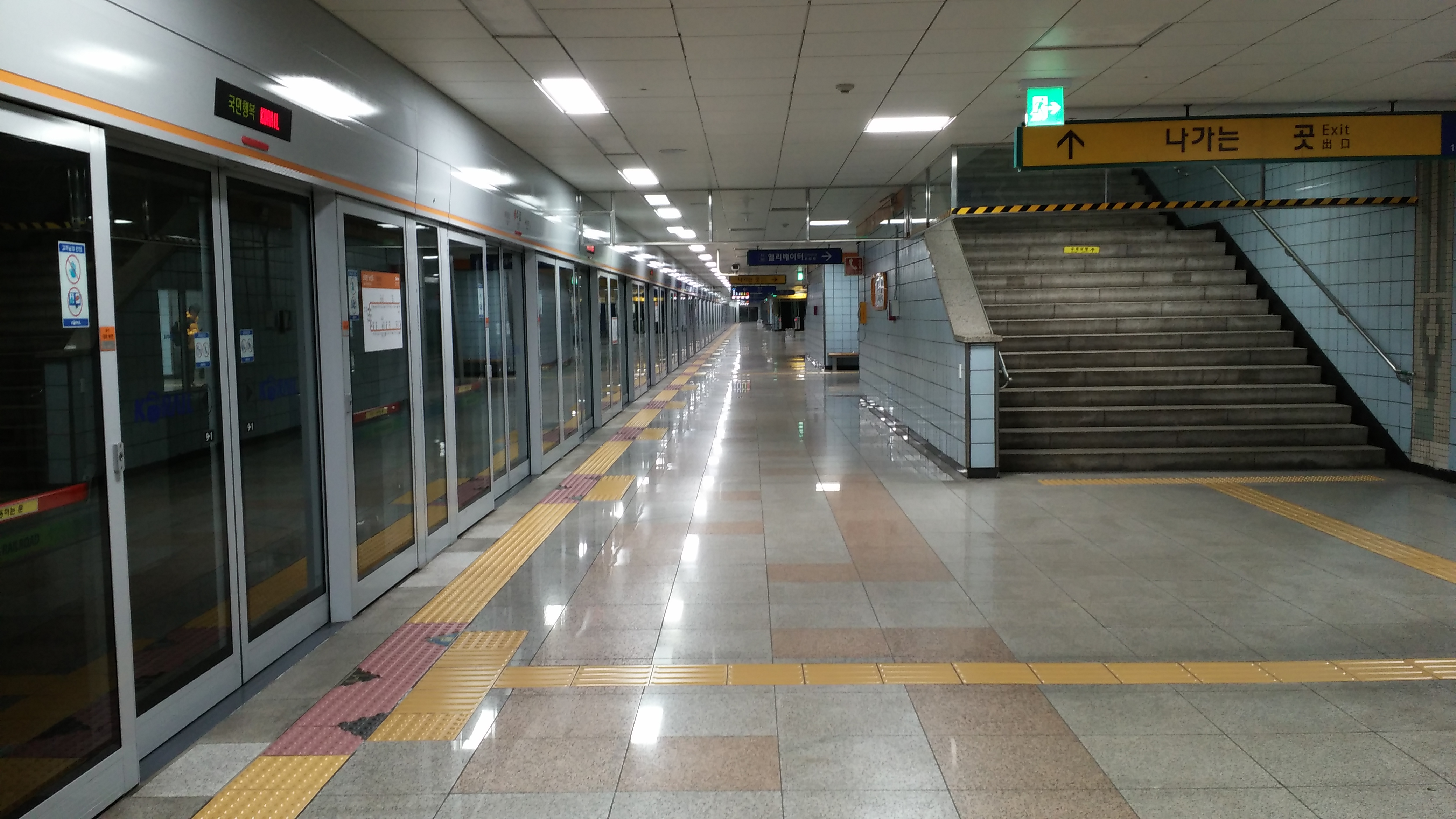
En 2015.
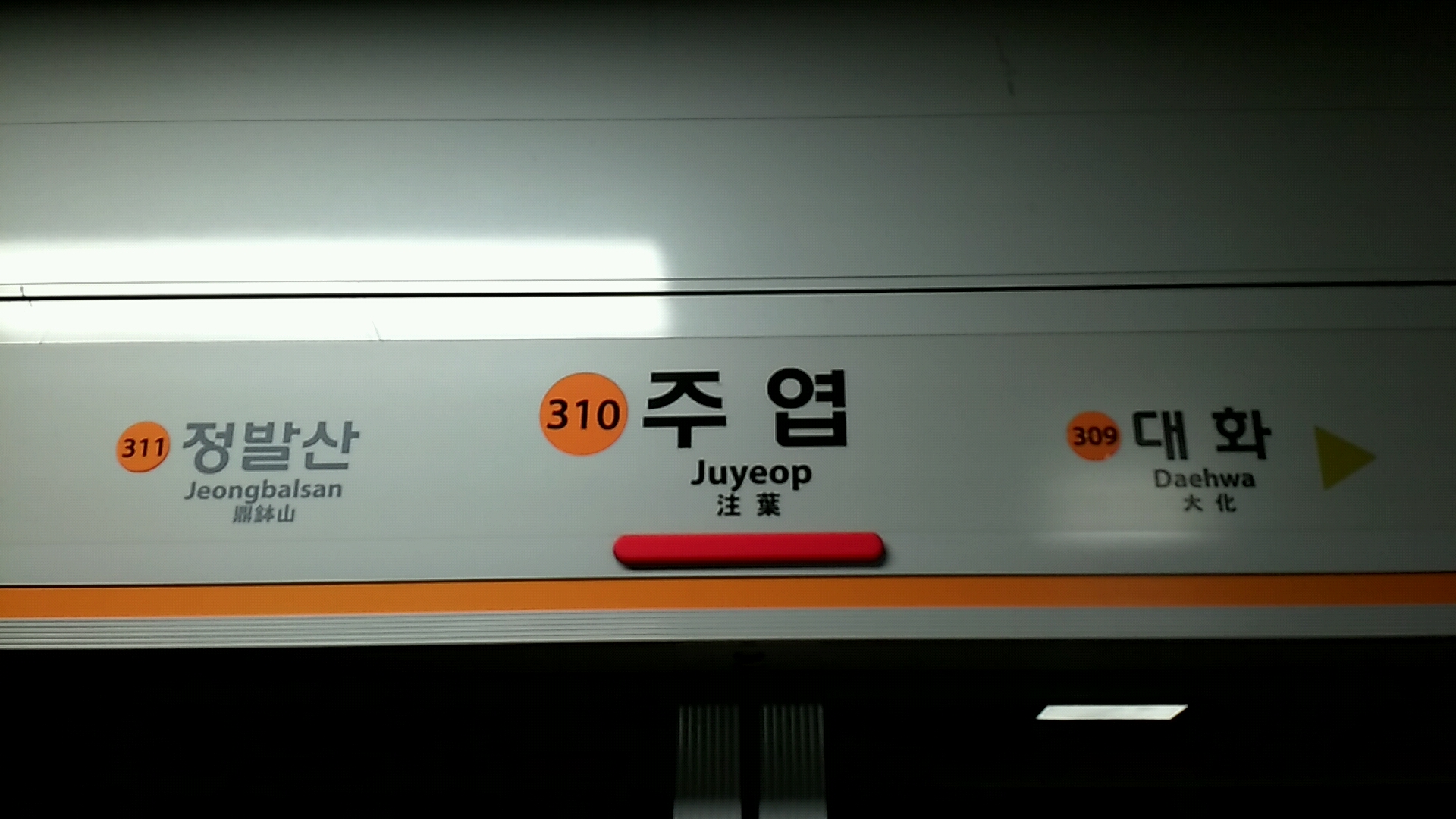
En 2015.
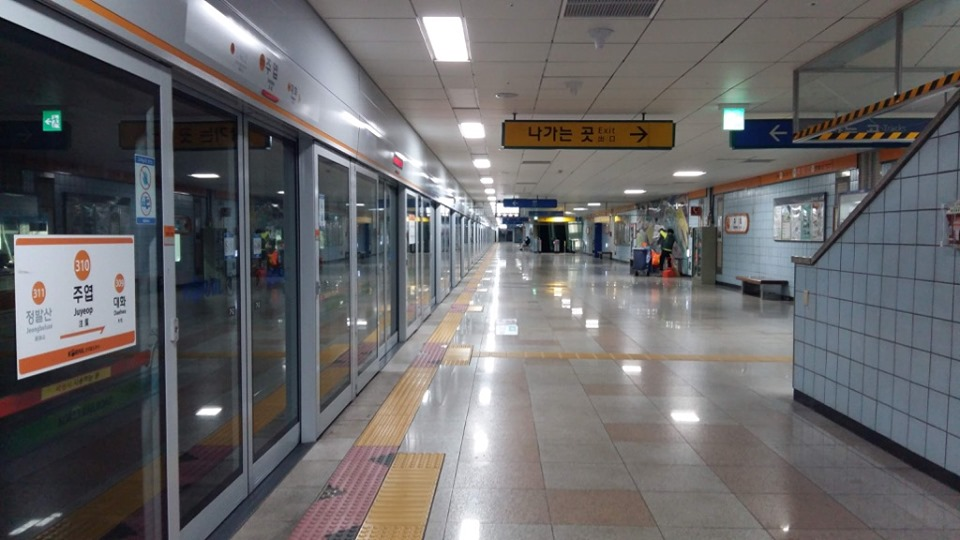
En 2019.

### Intermodalité
Des arrêts de bus sont situés à proximité des accès.

## À proximité
Elle dessert notamment de nombreux établissements scolaires.